# Jake Carroll
Jake Carroll (* 11. August 1991 in London, England) ist ein irischer Fußballspieler, der zuletzt beim FC Motherwell in der Scottish Premiership unter Vertrag stand.

## Karriere

### Verein
Der in London geborene Carroll wuchs im irischen Lucan auf. Er begann 1998 mit dem Fußballspielen beim Juniorenverein Home Farm FC und spielte später beim Belvedere FC, wo er den FAI U-17-Cup gewann. Er studierte ab 2009 an der Maynooth University, die Teil der National University of Ireland ist. Von der Universität die eine Partnerschaft mit St. Patrick’s Athletic hat, wurde Caroll 2010 in das U20-Team berufen. Carroll wurde ab der Saison 2011 für die erste Mannschaft nominiert. Sein erstes Pflichtspiel absolvierte er gegen den Dubliner Rivalen Shamrock Rovers im Ligapokal. In seinem ersten Ligaspiel im Mai 2011 bereitete er ein Tor von Daryl Kavanagh bei einem 5:2-Sieg gegen Galway United vor. In der ersten Saison kam der Außenverteidiger auf sieben Ligaspiele. In der darauf folgenden auf 19 Spiele und in der Saison 2013 wiederum auf sieben. Mit St Patrick’s holte er dabei den Meistertitel in Irland.
Im April 2013 wurde bekannt gegeben, dass Carroll für eine Ablösesumme von 150.000 Euro zum englischen Zweitligisten Huddersfield Town wechseln werde. Der Transfer wurde im Juli abgeschlossen. Sein Debüt gab er bei einem 2:1-Ligapokalsieg gegen Bradford City am 6. August und absolvierte vier Tage später beim 1:1-Unentschieden gegen die Queens Park Rangers sein erstes Ligaspiel. Nachdem er im August regelmäßig in der zweiten Liga und den Pokalwettbewerben zum Einsatz gekommen war, blieb er bis zum Jahresende ohne weiteren Einsatz unter Mark Robins. Ab Februar 2014 wechselte Carroll für einen Monat auf Leihbasis zum englischen Viertligisten FC Bury. Während der Leihe erzielte er in sechs Spielen ein Tor. Ab August 2014 wechselte Carroll auf Leihbasis bis Januar 2015 zum schottischen Erstligisten Partick Thistle. Einen Tag nach der Verpflichtung gab Carroll sein Debüt für den Verein bei einer 0:2-Niederlage gegen den FC Aberdeen. Bis zur Beendigung der Leihe wurde Caroll zehnmal eingesetzt. Danach wurde er in Huddersfield noch zweimal im März 2015 in der Championship gebraucht, bevor er den Verein in der Sommerpause verließ.
Carroll wechselte folglich ablösefrei zum Viertligisten Hartlepool United. In der ersten Spielzeit war er Stammspieler in der Abwehr der „Pool’s“, den er in der folgenden Saison behielt, zugleich befand sich die Mannschaft allerdings im Abstiegskampf. Carroll wechselte im Januar vorzeitig aus seinem Vertrag heraus und unterschrieb im Januar 2017 einen Vertrag bei Cambridge United. Sein alter Verein aus Hartlepool stieg am Ende der Saison in die National League ab. Bei Cambridge kam er in der vierten Liga wiederkehrend zum Einsatz und absolvierte insgesamt 85 Spiele bis zum Jahr 2019.
Im April 2019 unterzeichnete Carroll einen Vorvertrag beim FC Motherwell aus der Scottish Premiership. Carroll spielte in der Saison 2019/20 regelmäßig für Motherwell, machte 28 Einsätze und erzielte dabei zwei Tore. Im Februar 2020 erlitt er bei einem Pokalspiel gegen St. Mirren eine Achillessehnenverletzung, die ihn hinderte für den Rest der Saison zu spielen. Im Januar 2021 verlängerte Carroll seinen Vertrag in  Motherwell bis 2023.

### Nationalmannschaft
Jake Carroll absolvierte im Jahr 2010 fünf Länderspiele für die Irische U18-Nationalmannschaft.